# کوسه خاردار بینی‌دراز
کوسه خاردار بینی‌دراز (نام علمی: Squalus blainville) نام یک گونه از تیره کوسه‌های خاردار است.